# Palaeoxestinidae
Palaeoxestinidae zijn een uitgestorven familie van weekdieren uit de klasse van de Gastropoda (slakken).